# Stephenson 2-11
Pour les articles homonymes, voir Stephenson.
Désignations
Stephenson 2-11 (St 2-11), également connue sous le nom de Stephenson 2 DFK 49 ou RSGC2-11, est une étoile supergéante rouge de la constellation de l'Écu de Sobieski. Elle se situe dans l'amas ouvert Stephenson 2 (en), située à environ 6 kpc soit 20 000 années-lumière de la Terre (distance de l'amas Stephenson 2 (en)).

## Historique des observations
L'amas ouvert Stephenson 2 (en) fut découvert par l'astronome américain Charles Bruce Stephenson (en) en 1990 dans les données obtenues par une étude infrarouge,. Également connu sous la désignation RSGC2, il s'agit d'un des nombreux amas ouverts massifs de l'Écu de Sobieski, chacun contenant plusieurs supergéantes rouges. La 49ème étoile la plus brillante de la région de l'amas a reçu l'identifiant « 49 » lors de la première analyse par Charles Bruce Stephenson (en) des propriétés des membres de l'amas. La désignation St2-11 (abréviation de Stephenson 2-11) est souvent utilisée pour l'étoile, suivant la numérotation de Deguchi (2010). Pour éviter toute confusion liée à l'utilisation du même numéro pour différentes étoiles et de différents numéros pour la même étoile, les désignations de Davis (2007) reçoivent souvent le préfixe DFK ou D, par exemple Stephenson 2 DFK 49.

## Caractéristiques
St 2-11 présente les propriétés d'une supergéante rouge de haute luminosité, avec un type spectral K4I. Cela le place dans le coin supérieur droit du diagramme de Hertzsprung-Russell. Un calcul pour trouver la luminosité en ajustant la distribution spectrale d'énergie (SED) donne à l'étoile une luminosité de près de 390 000 L (luminosités solaires), avec une température effective de 4 000 à 3 700 K,.

## Sources externes
- Stephenson 2 sur Stellarium.org-web
- (en) Stephenson 2-11 sur la base de données Simbad du Centre de données astronomiques de Strasbourg.